# Orphelinat des Arts
 (septembre 2013).
Si vous disposez d'ouvrages ou d'articles de référence ou si vous connaissez des sites web de qualité traitant du thème abordé ici, merci de compléter l'article en donnant les références utiles à sa vérifiabilité et en les liant à la section « Notes et références ».

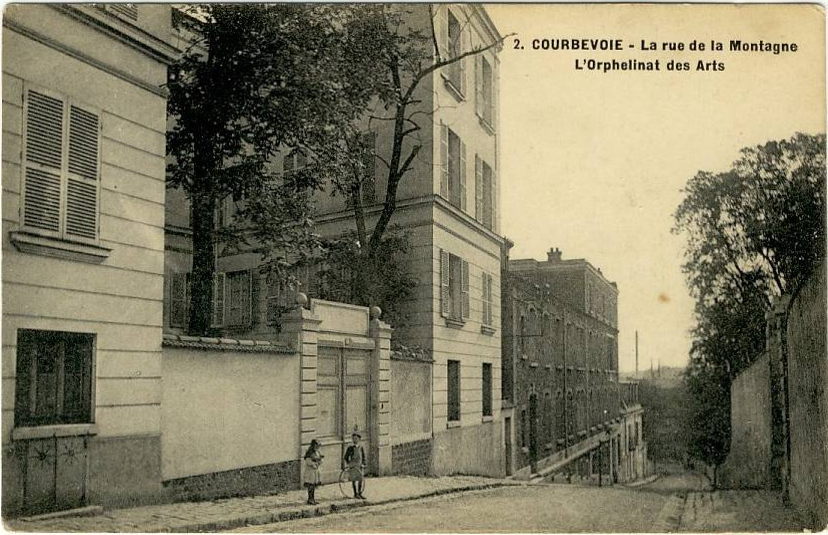
L'Orphelinat des Arts à Courbevoie, dans les années 1920.

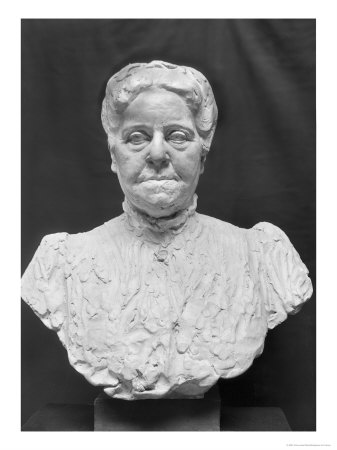
Buste de Marie Laurent (1901) par Jules Dalou, Orphelinat des Arts, Courbevoie.

L’Orphelinat des Arts fut fondé par l’actrice Marie Laurent en 1880, dans le but de créer une maison d'éducation pour les enfants d'artistes dramatiques, peintres, sculpteurs, architectes, graveurs, musiciens, journalistes et gens de lettres, orphelins pour la plupart, sans distinction de religion, depuis l'âge de 4 ans à 18 ans accomplis. Il fut reconnu d'utilité publique en 1882.
Le fonctionnement de cet orphelinat reposait sur les dons et les legs et sur le bénévolat des professeurs, institutrices et médecins.
Le premier bâtiment fut inauguré en octobre 1880 à Paris, 69 rue de Vanves, actuelle rue Raymond Losserand. Bientôt trop petit, l'orphelinat se déplace en 1888 à Courbevoie, au 14 rue de la Montagne.

## La postérité
L'établissement existe toujours au même endroit sous le nom de l'association « Les Enfants des Arts ». Outre des enfants d'artistes, il a pour vocation d'accueillir des étudiants en art, français ou étrangers, à la recherche d'une résidence durant leurs études artistiques dans la région parisienne. 

## Liste des donateurs
- Hortense Schneider, artiste lyrique, legs par testament de toute sa fortune en 1920[4].
- Jules Dalou, legs par testament de l'ensemble de son atelier.
- Roland Dorgelès, versement du montant (20 louis) de la vente du tableau Et le soleil s'endormit sur l'Adriatique, peint par Joachim-Raphaël Boronali en 1910.
- Henri Desgrange, fondateur du Tour de France.
- Jane Deley, artiste peintre, compagne d'Henri Desgrange.  Testament olographe de Jane Deley du 6 décembre 1946. (Jacques Lablaine Desgrange-Intime Juin 2013 page 444)
- La veuve de Marcel Achard, legs de documents en 1979.
- Henry Gréville[5]
- Gustave Doré[5]
- Jean-Jacques Henner[5]